# 中華民國共產黨
中華民國共產黨是原中國天同黨主席呂寶堯，向中華民國內政部登記的第二個政黨。
2008年10月1日，該黨由「中國天同黨」主席呂寶堯創立于陽明山中山樓，党旗采用中华人民共和国国旗五星紅旗。創黨主席呂寶堯(黨政法警民報創報發行人兼社長，國強武藝中心館長兼總教練)，為原中國天同黨創黨主席及全國政黨聯誼會創會長召集人。並經康陳銘介紹：任命陈天福担任该党总书记。爾後呂寶堯再向內政部登記，創立第三個新政黨「中華天同黨」，續被推選為該黨主席及中華政黨聯誼會創會長召集人(全國政黨聯誼會會長則改由中國共和民主黨主席林雄晉任)。解散前呂主席將該黨轉交康陳銘接任之後。中華民國內政部的政黨及全國性政治團體名冊內既沒有負責人。
陳天福於2009年9月25日被中華民國共產党主席呂寶堯開除黨籍，另外成立了台灣民主共產黨。

## 成立過程
中華民國內政部表示，中華民國共產黨多次申請成立，都因《人民團體法》第二條規定「人民團體之組織與活動，不得主張共產主義，或主張分裂國土」，而被予以否決。但在2008年6月20日司法院大法官解釋《人民團體法》第二條違憲後，該黨於2008年7月20日召開成立大會，內政部在2008年8月12日依規定予以備案。
2018年5月23日，中華民國共產黨召開黨員大會，決議解散。2018年6月4日，內政部公告，中華民國共產黨自2018年5月23日解散。